# Karl Emil Franzos
Karl Emil Franzos, född 25 oktober 1848, död 28 januari 1904 i Berlin, var en tysk författare. Han var farbror till Marie Franzos.
Franzos var läkarson och växte upp i Czortków i östra Galizien, där det bildade hemmet utgjorde en ö i en helt främmande omvärld, för vilken Franzos präglat uttrycket ”Halvasien”. Han studerade juridik, men då han som jude inte kunde bli domare ägnade han sig i Wien åt författarskap och företog 1872–76 vidsträckta resor samt redigerade 1882–85 Neue illustrierte Zeitung. År 1886 flyttade Franzos till Berlin. 
Bland hans främsta arbeten märks de till 16 språk översatta novellsamlingarna Aus Halb-Asien (2 band 1877-78, svensk översättning 1881) och Die Juden von Barnow (1877, senare utökad, svensk översättning 1878 och fullständig utgåva 1928), som med stilla humor eller bitande ironi skildrar folktyper och seder i Galizien, Podolien och Rumänien. Bland Franzos romaner märks främst bildningsromanen Der Pojaz (skriven 1893, postumt utgiven 1905, svensk översättning 1919).